# Алеппо Тауншип (округ Грін, Пенсільванія)
Алеппо Тауншип (англ. Aleppo Township) — селище (англ. township) в США, в окрузі Грін штату Пенсільванія. Населення — 429 осіб (2020).

## Демографія
Згідно з переписом 2010 року, у селищі мешкали 502 особи в 206 домогосподарствах у складі 140 родин. Було 270 помешкань
Расовий склад населення:
| - 98,0 % — білих - 0,2 % — азіатів |

До двох чи більше рас належало 1,8 %. Частка іспаномовних становила 0,2 % від усіх жителів.
За віковим діапазоном населення розподілялося таким чином: 20,3 % — особи молодші 18 років, 61,0 % — особи у віці 18—64 років, 18,7 % — особи у віці 65 років та старші. Медіана віку мешканця становила 45,4 року. На 100 осіб жіночої статі у селищі припадало 107,4 чоловіків;  на 100 жінок у віці від 18 років та старших — 107,3 чоловіків також старших 18 років.
Середній дохід на одне домашнє господарство  становив 59 792 долари США (медіана — 46 458), а середній дохід на одну сім'ю — 59 418 доларів (медіана — 49 375). За межею бідності перебувало 9,3 % осіб, у тому числі 11,5 % дітей у віці до 18 років та 7,8 % осіб у віці 65 років та старших.
Цивільне працевлаштоване населення становило 146 осіб. Основні галузі зайнятості: освіта, охорона здоров'я та соціальна допомога — 31,5 %, будівництво — 22,6 %, роздрібна торгівля — 11,6 %, сільське господарство, лісництво, риболовля — 11,0 %.